# James LaBrie
Kevin James "Two Knees" LaBrie (5. května 1963 Penetanguishene, Ontario, Kanada) je kanadský zpěvák, nejvíce známý jako frontman progressive metalové skupiny Dream Theater.

## Biografie
Narodil se v Penetanguishene v provincii Ontario v Kanadě. Začal zpívat a také hrát na bicí nástroje ve věku 5 let. Už jako teenager byl členem několika kapel, coby zpěvák nebo také bubeník. Přestal hrát na bicí ve svých 17 letech a v roce 1981, kdy měl 18, se odstěhoval do města Toronto, aby mohl dále rozvíjet své hudební vlohy.
Po krátkodobém pobytu v různých kapelách se stal zpěvákem glam metalové skupiny Winter Rose, která vydala v roce 1989 stejnojmenné album. V roce 1990 se dozvěděl, že americká progresivní metalová kapela Dream Theater hledá nového zpěváka, a tak předložil svůj demo-snímek a velmi brzy už letěl do New Yorku na konkurz. Na zkoušce se mu dobře dařilo a byl vybrán z 200 dalších nadějných talentů na pozici zpěváka v kapele Dream Theater na plný úvazek.
James LaBrie měl od té doby významný vliv na vokální melodie každého alba Dream Theater, ale až do nedávné doby měl malý přístup na instrumentaci hudby Dream Theater. V roce 2011 vyšlo album A Dramatic Turn of Events, kde se objevují hudební kredity Jamese LaBrie na třech písních.
K roku 2012 napsal, nebo byl alespoň spoluautorem textu nejméně jedné písně na každém z osmi alb Dream Theater, které s ním, coby členem kapely vydali. Z 10 vydaných alb se textově nepodílel na Images and Words a Black Clouds & Silver Linings.
Při odpovědi na otázku pro Prog-sphere.com „Která je jeho nejoblíbenější píseň s Dream Theater hraná živě?“ James říká: „nejoblíbenější písnička je pro mě Scarred, miluji zpívat tuto píseň naživo. A také Octavarium, celé to vzrušující vystoupení.“